# 李欽 (正德進士)
李欽（1477年—1542年），字敬之，號心齋，直隸順天府通州右卫（今北京市通州區）籍，河南固始县人，明朝政治人物，正德辛未進士，官至工部侍郎。

## 生平

### 正德年間
世襲武清衛百户，初因祖父入赘張氏，遂從其姓，嘉靖十五年入朝任太僕寺卿時復姓李。
正德五年（1510年）順天府乡试第二十一名举人，正德六年（1511年）聯捷辛未科会试284名，三甲136名進士，由行人授監察御史，巡視居庸關等。正德十二年（1517年），武宗聽從江彬讒言，出關抵達宣府。張欽上疏勸阻：
|  | 臣听说聖明的君主不會厭惡真切正直的話，并接納為臣的忠心，烈士不懼怕被誅殺的危險而竭力進諫。近來，人們紛紛傳言，稱陛下的車駕要度過居庸關，在邊疆塞外遠遊。臣推測陛下並非隨意遊玩，大概是想親自征討北方敵寇。但不知北方敵寇猖獗，只可遣將征討即可，豈能勞駕皇上親征？英宗當初不聽從大臣進言，天子部隊遠征，於是導致了土木之變。況且百姓都不會自輕，陛下怎能以宗廟社稷之身親自犯險？現在朝內沒有親王監國，又沒有太子臨朝。外面甘肅有土番之患，江右地區有輂賊擾亂，淮南有漕運艱辛，巴蜀的採辦也陷入困境。京城附近各郡縣糧食收成不足，秋潦又造成災害。而陛下不顧災禍變故，想縱馬長驅，到邊疆塞外顯示軍威，臣私下認為這樣很危險。 |

隨後，張欽聽說朝廷的嚴肅進諫都不被採納，於是再次上疏，但没有批报：
|  | 臣愚笨地認為陛下出行不可的理由有三：人心動搖，供給繁重，是其一；遠行艱難，使得兩宮掛念，是其二；北方敵寇擴張，很難與其對抗，是其三。臣身為諫官，奉召巡視各關，理應當以死報國，不敢愛惜自己而辜負陛下。 |

同年八月，武宗微服私行至昌平，傳報出關非常危险。张钦命令指揮孫璽閉關，把關卡鑰匙藏起來。分守中官劉嵩欲奉旨到昌平進謁，張欽阻止道：“車駕將出關，這是我與你今日的死期。如果關卡不開，車駕不得出，屬違抗天子命令，應當處死；而打開關卡，車駕得以出關，天下的事情就不可得知了。萬一再重現土木之變，我與您也得死去。我寧可因為不開關而死，這樣死得也值得。”不久，武宗召孫璽，孫璽稱：“御史在，臣不敢擅離。”只好改召劉嵩，劉嵩對張欽稱：“我只是皇上的家僕，不敢不赴見。”張欽於是背著敕印手持寶劍坐在關門下稱：“敢說開關的，斬。”同時，他連夜起草上疏稱：
|  | 臣聽說天子將有親自征伐之事，一定要提前下詔讓朝廷大臣集體商議。出行的時候，須六軍護衛，百官隨行，必須有車馬的聲音，旗幟的美麗。現在寂靜得沒有聲音，卻說‘皇帝的車駕要即日過關’，這必然是有藉陛下之名出邊塞，而行勾結盜賊之事的人。臣請求逮捕此人，并依法公開處以刑罰。如果陛下果真要出關，一定須有兩宮（太皇太后、皇太后）的寶印文書，臣才敢開關，不然萬死也不會奉詔。 |

奏報未到，武宗使者再次趕來。張欽拔劍大喊道：「此詐也。」使者恐懼而歸返，對皇帝稱：「張御史幾殺臣」。武宗大怒，對朱寧稱：「為我趣捕殺御史。」此時，恰逢梁儲、蔣冕等追至沙河，請武宗返回京師。武宗徘徊未決，而張欽疏折也趕至，加上廷臣又多有勸阻，武宗不得已從昌平歸還，仍怏怏不樂。又過了二十天，張欽正巡視白羊口。武宗微服私行，從德勝門出京師，夜晚住在羊房百姓家中，遂突然疾馳出關，屢次問張御史再哪裡。張欽聽聞后，急忙追趕，卻已經來不及，準備再次上疏勸阻，而武宗已經命太監谷大用守關，不得進出一人，張欽於是被困。張欽倍感憤慨，向西而望痛哭，而此時京城已經盛傳張欽閉關連續三次上疏的事情。一年之後，武宗從宣府歸還，抵達關卡時，笑著說：“前御史阻我，我今已歸矣。”然而武宗并不追問張欽的過錯。

### 嘉靖年間
明世宗嗣位，張欽出任漢中府知府。嘉靖四年，升至陝西按察司副使。嘉靖十年，升河南布政使司右參政，同年改山東布政使司左參政。次年，升任山西按察使、山東按察使。嘉靖十二年，改福建右布政使，一年後調山東左布政使。嘉靖十五年，召回擔任太僕寺卿。嘉靖十七年十一月，以右副都御史，巡撫四川等地。嘉靖十九年三月，召為工部右侍郎，九月被論罷免。
張欽此前姓李，顯達以後，才恢復其原姓。他侍奉父母甚孝，年已四十，父母偶有不悅，他則長跪請，直至父母不再生氣方才站起。嘉靖壬寅卒，年六十六。

## 家族
曾祖张義。祖父张某。父张浩。母臧氏。具庆下。

## 延伸阅读
[在维基数据编辑]
 《明史卷一百八十八》，出自《明史》